# Émile de Girardin

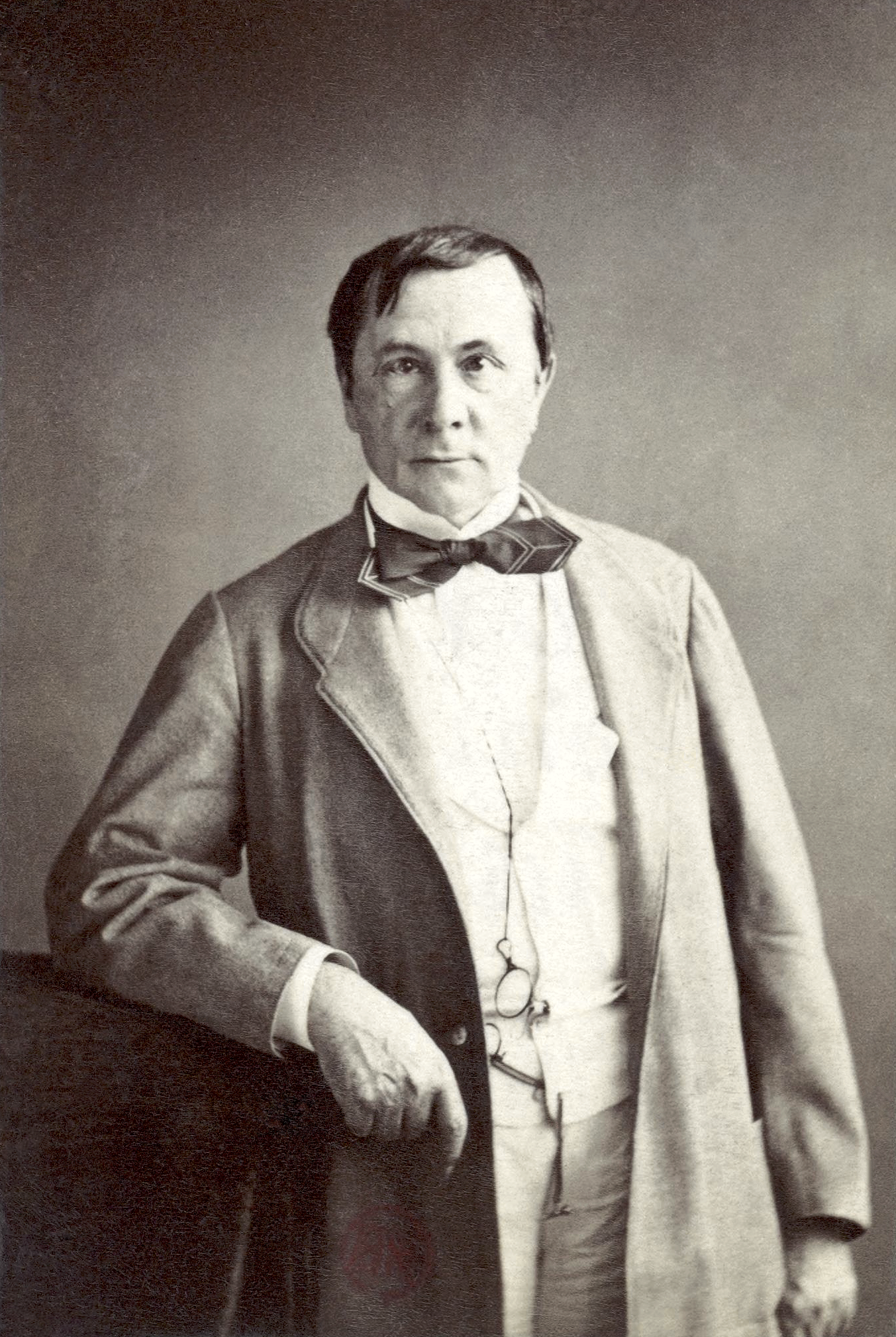
Émile de Girardin, por Nadar.

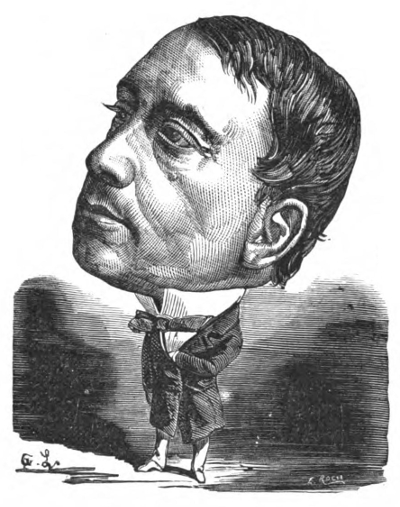
Caricatura de Émile de Girardin publicada en 1872 en Le Trombinoscope, obra de Léon Bienvenu.

Émile de Girardin (París, 22 de junio de 1806 - París, 27 de abril de 1881) fue un periodista, publicista y político francés. Teorizador del doble mercado, fue el fundador de La Presse, diario parisino de 1836. Redujo a la mitad el precio del periódico con el fin de multiplicar los suscriptores y, en consecuencia, aumentar la cantidad de anuncios publicitarios.

## Biografía
Hijo natural del general Alexandre de Girardin y de la Señora Dupuy, esposa de un abogado parisino, su primera publicación es una novela, Émile, que cuenta su nacimiento y su juventud; aparece bajo el nombre de Girardin en 1827. Es nombrado inspector de bellas artes en el ministerio Martignac, justo antes de la revolución de julio de 1830 y demuestra ser un periodista enérgico y apasionado. Además de su trabajo en la prensa cotidiana, saca diversas publicaciones que alcanzan una enorme tirada. El "Periódico de los conocimientos útiles" tiene 120 000 abonados y la primera edición de su “Almanaque de Francia” (1834) alcanza el millón de ejemplares distribuidos.
En 1836, inaugura el periodismo de la prensa a un franco en una organización conservadora popular, La Presse, cuyo abono es solamente de cuarenta francos por año. Esta empresa lo conduce a un duelo con Armand Carrel, cuyo resultado fatal lo lleva a continuación a rehusar todo nuevo combate. En 1839, es excluido de la Cámara de los Diputados, donde es elegido cuatro veces, prohibiéndose ser de nacimiento extranjero, pero es admitido en 1842.
Dimite al principio de febrero de 1847, y el 24 de febrero de 1848 hace llegar una nota a Louis-Philippe que pide su abdicación y la regencia de la duquesa de Orleáns.
En la Asamblea legislativa, vota con la Montaña. Defiende apasionadamente en su periódico la elección del príncipe Louis Napoléon Bonaparte, del cual se vuelve a continuación uno de los más violentos opositores.
En 1856, vende “La Presse”, antes de recuperarlo en 1862, pero su éxito declina, y Girardin funda un nuevo periódico, “La Libertad”, cuya venta es prohibida en la calle. Apoya a Émile Ollivier y el Imperio liberal, pero se abalanza de nuevo sobre un periodismo vehemente para defender la guerra contra Prusia.
De sus numerosas empresas ulteriores, su mayor éxito es la compra del “Pequeño Periódico”, que sirve de abogado político de Adolphe Thiers, aunque no participa él mismo en su gobierno. La crisis del 16 de mayo de 1877, cuando Jules Simon pierde el poder, le lleva a retomar la pluma para atacar a Mac-Mahon y el partido de la reacción en Francia y el "Pequeño Periódico".
Émile de Girardin se casa en 1831 con+ y, después de la muerte de esta última en 1855, con Guillemette Josephine Brunold, condesa von Tieffenbach, viuda del príncipe Frederic de Nassau. Se separa de su segunda esposa en 1872.